# Ich tanze in dein Herz
Ich tanze in dein Herz ist eine US-amerikanische Musicalverfilmung von Phil Karlson aus dem Jahr 1948 und der sechste Film mit Marilyn Monroe. In dem B-Movie spielte sie erstmals die Hauptrolle und trat auch als Sängerin auf.
Der Film ist nicht zu verwechseln mit dem Musical Ich tanz’ mich in dein Herz hinein mit Fred Astaire und Ginger Rogers in den Hauptrollen.

## Handlung
Peggy Martin und ihre Mutter Mae arbeiten gemeinsam als Revue-Girls in New York. Mae ist darauf bedacht, Verehrer von Peggy fernzuhalten, und verbietet derartige Treffen, die vor allem der Star der Revue Bubbles LaRue immer wieder für Peggy organisieren will. Peggy wiederum fühlt sich von ihrer Mutter kontrolliert. Als Bubbles sich jedoch über Mae lustig macht, da die ihre besten Tage längst hinter sich habe, beginnt Peggy mit ihr eine Schlägerei. In der Folge kündigt Bubbles bei der Revue. Als die von Gelenkschmerzen geplagte Mae ihren Platz einnehmen soll, schickt sie ihre Tochter auf die Bühne.
Peggy gilt bald als „Königin der Revue“ und erhält von einem unbekannten Verehrer regelmäßig Orchideen. Auf einer der nicht unterschriebenen Visitenkarten erkennt sie den Namen des Blumengeschäfts und wartet dort neugierig auf ihren Verehrer, ohne dass Mae davon weiß. Hinter dem Verehrer verbirgt sich der reiche Randy Caroll aus Cleveland. Beide werden ein Paar. Einen Heiratsantrag von Randy kurze Zeit später will Peggy jedoch nur annehmen, wenn Randy das Einverständnis von Mae einholt. Diese eröffnet ihm ihre Lebensgeschichte: Sie war, damals als Königin der Revue geltend, in einen reichen Politiker verliebt. Nach langem Zögern habe sie ihn geheiratet, doch habe seine Familie nichts von ihrem Beruf gewusst. Sie war bereits mit Peggy schwanger, als ihre Schwiegereltern von ihrem Beruf erfuhren, sie von da an schlecht behandelten und am Ende die Ehe annullieren ließen. Mae wiederum ging zurück nach New York und fing neu an. Statt ein Star zu sein, arbeite sie nun als ein Mädchen von vielen. Dies alles wolle sie Peggy ersparen. Mae willigt unter der Voraussetzung in die Heirat ein, dass Randy seine Familie vorher über den Beruf Peggys aufklärt. Randy jedoch kann sich dazu trotz des Versprechens an Mae nicht durchringen, hofft jedoch, seine Mutter mit dem guten Charakter von Mae und Peggy überzeugen zu können.
Er lädt beide nach Cleveland ein und erklärt ihnen sein Dilemma. Das Versteckspiel der Martins funktioniert so lange, bis auf der Verlobungsfeier für Randy und Peggy ein Musiker Peggy die Königin der Revue nennt. Mae und Peggy flüchten auf ihr Zimmer und die Gesellschaft reagiert entsetzt. Erst Randys Mutter rettet die Situation, da ihr vor allem die Liebe zwischen Peggy und Randy wichtig ist: Sie präsentiert am Klavier einen Revue-Schlager und erklärt, früher selbst ein Revue-Star gewesen zu sein. Obwohl dies nicht stimmt, wendet sich die Meinung der Anwesenden sofort und Randy und Peggy werden ein akzeptiertes Paar. Auch für Mae gibt es ein Happy End: Schon immer liebte ihr Bühnenpartner Bill, der für Peggy nur Onkel Billy war, sie, akzeptierte jedoch ihre Entscheidung zu einer Heirat mit dem Politiker. Nun erkennt Mae, dass Bill, der auch bei der Verlobungsfeier anwesend ist und Randys Mutter am Klavier begleitet, auch ihre große Liebe ist.

## Hintergrund
Marilyn Monroe hatte vor Ich tanze in dein Herz zwei Filme gedreht. Ihre Szenen in Scudda Hoo! Scudda Hay! aus dem Jahr 1948 waren bis auf einen sehr kurzen Auftritt aus dem Film herausgeschnitten worden, in Dangerous Years war sie in einer kleinen Nebenrolle als Kellnerin zu sehen. Ihr Vertrag bei 20th Century Fox war nach den beiden Rollen nicht verlängert worden und bereits im März 1948 unterschrieb Monroe einen Vertrag bei Columbia. In dem Musical, das mit geringem Budget in weniger als zwei Wochen abgedreht wurde, spielte sie eine Hauptrolle und wurde in der Besetzungsliste nach Adele Jergens an zweiter Stelle genannt. Es blieb ihr einziger Film bei Columbia. Ich tanze in dein Herz gilt als einer der zahlreichen B-Filme der Firma und heute „vergessene[s] Columbia-Musical“. Der Film hatte am 22. Oktober 1948 seine Premiere. Am 31. Dezember 1995 wurde er auf dem Fernsehsender Super RTL erstmals in Deutschland gezeigt.
Marilyn Monroe singt im Film drei Lieder: Als Teil des Chores ist sie in Ladies of the Chorus zu hören; Soloauftritte hat sie mit den Titeln Anyone Can See I Love You und Every Baby Needs A Da-Da-Daddy. Letzteres Lied wurde von Columbia im Jahr 1952 für den Film Okinawa erneut verwendet.

## Kritik
Die Kritik bewertete Marilyn Monroes Darstellung als gut: „Einer der Vorzüge des Films ist Miss Monroes Gesang. Sie ist hübsch und zeigt – mit einer angenehmen Stimme und ebensolcher Ausstrahlung – vielversprechendes Talent“. Andere Kritiker bezeichneten Marilyn Monroes Darstellung als „kompetent“ und als zu gut, um in dem B-Movie viel zu taugen.
Die Kritik bezeichnete Ich tanze in dein Herz als „reine Routinearbeit, obwohl [der Film] den gleichen Wert wie ein geschickt inszenierter besitzt. […] Auch wenn er sonst nicht viel bot, so zeigte er doch, wie ungewöhnlich fotogen Marilyn war.“ Das Lexikon des internationalen Films sah in Ich tanze in dein Herz ein „kleines Musical, bemerkenswert allein durch Marilyn Monroe in ihrer ersten größeren Rolle“.